# Национальная книжная премия
Национа́льная кни́жная пре́мия (англ. National Book Awards) — литературная премия, проводимая ежегодно в США. На заключительной церемонии, авторам вручаются награды Национальной книжной премии, а также две премии за прижизненные достижения.
Национальная книжная премия была создана в 1936 году Ассоциацией американских книготорговцев (англ. American Booksellers Association), прекращена во время Второй мировой войны, и восстановлена тремя организациями книжной индустрии в 1950 году. До войны право на получение премии имели авторы без гражданства США, однако сейчас премии вручаются только американским авторам за книги, опубликованные в США примерно в год проведения премии.
В 1988 году была создана некоммерческая организация Национальный книжный фонд (англ. National Book Foundation) в целях управления и улучшения Национальной книжной премии и для того, чтобы «перейти в область образования и грамотности», в первую очередь путем финансирования публичных выступлений авторов. Задача премии: «прославить лучшую американскую литературу, расширить читательскую аудиторию, и принять все необходимые меры, чтобы книги занимали важно место в американской культуре».
В 2018 году, по пяти категориям были номинированы 1637 книг; самой большой категорией была нехудожественная литература с 546 номинациями. В 2018 году, премия была проведена 14 ноября в Нью-Йорке.

## Текущий процесс проведения премии
На данный момент, Национальная книжная премия ежегодно вручается одной книге (автору) по каждой из пяти категорий: художественная литература (Fiction), нехудожественная литература (Nonfiction), поэзия (Poetry), перевод (Translation), и детская литература (Young people’s literature). Существовали премии по многим другим категориям, которые были либо отменены, либо объединены с текущими пятью категориями. Национальный книжный фонд также ежегодно вручает две награды за прижизненные достижения: «Медаль за выдающийся вклад в американскую литературу» (англ. Medal for Distinguished Contribution to American Letters) и «Литературная награда за выдающиеся заслуги американскому литературному сообществу» (англ. Literarian Award for Outstanding Service to the American Literary Community).
Право на номинацию на Национальную книжную премию имеют только издательства, однако участники группы судей могут запросить номинацию по определённой категории от издательств. В каждое жюри, состоящее из пяти судей, входят писатели, библиотекари, книготорговцы и литературных критики. В 2013 году, группы судей были расширены за счет включения экспертов в области литературы в дополнение к известным авторам.
Каждое судейское жюри ежегодно рассматривает сотни книг по каждой из пяти категорий. В 2013 году, Фонд объявил о добавлении «длинного списка», состоящего из десяти произведений по каждой категории, предшествующего «списку финалистов», состоящего из пяти произведений. Пятая категория, Национальная книжная премия за переводную литературу (англ. National Book Award for Translated Literature), была введена в 2018 году, впервые выражая признательность переводным работам с 1983 года. На заключительной церемонии и обеде Национальной книжной премии, которые проводятся каждый ноябрь в Нью-Йорке, глава каждого судейского жюри объявляет победителей года. Финалисты получают денежный приз в 1 000 долларов США, объявление о награде, написанное судейским жюри; лауреаты премии получают денежный приз в 10 000 долларов и бронзовую скульптуру.

## История создания

### Премии книготорговцев до Второй мировой войны
Первая церемония Национальной книжной премии была проведена в мае 1936 года на ежегодном съезде Ассоциации американских книготорговцев, месяц спустя после того, как в The New York Times сообщили о введении «новой ежегодной награды». Победителями стали авторы четырёх книг, опубликованных в 1935 году, которые были выбраны по итогам голосования членов Ассоциации американских книготорговцев. Центральный комитет из семи членов, в который входили президент Ассоциации американских книготорговцев, три книжных магазина, журнал Publishers Weekly, и журнал American News Company, возглавила Вирджиния Киркус. Были созданы три категории «самое выдающееся произведение 1935 года (англ. most distinguished of 1935)» (роман, биография и нехудожественная литература), и одна категория «the most original» (роман). Две книги рекламировались своими издателями, как «самая выдающаяся автобиография 1935 года» и «самое выдающееся нехудожественное произведение 1935 года» в The New York Times 12 мая, в тот же день, когда в газете были объявлены награды прошлого дня.
Следующие шесть лет, с 1937 по 1942 год, награды объявлялись в середине февраля — начале марта, и по всей видимости, вручались на майском собрании.
С 1937 года, категории «самые выдающиеся» нехудожественная литература, биография, и роман (с 1935 года по 1936) были сведены в две категории — «любимая (англ. Favourite)» нехудожественная литература и художественная литература. Ведущий церемонии, Клифтон Фадиман, отказался принимать во внимание Пулитцеровскую премию (еще не объявленные в феврале 1938 года) при выборе лауреатов: «В отличие от Пулитцеровской комиссии, книготорговцы голосуют лишь за свои любимые книги. Мы не говорим, что это лучшая книга или что эта книга возвысит идеал мужественности или женственности. Какие книги станут шедеврами — можно сказать только через двадцать лет. В этом же году мы можем только выбрать те книги, которые мы прочитали с наибольшим удовольствием».
Категория «Bookseller Discovery» официально признавала «выдающиеся заслуги, не получивших достаточного признания или продаж» (The New York Times). Награда просуществовала до 1941 года и согласно The New York Times, была чем-то вроде «утешительного приза, который, как надеются книготорговцы, привлечет внимание к работе автора».

Авторы и произведения, выигравшие награду были выбраны по общенациональному опросу книготорговцев (членов Ассоциации американских книготорговцев); в 1937—1938 годах, голосование было проведено в 319 магазинах, в три раза больше по сравнению с 1936 годом. В рекламном объявлении 1941 года, книготорговцы «значимость наград» следующим образом:

«По сути, его бюллетень говорит: „Вот три книги, которые понравились мне больше всего в этом году — в двух аспектах! Я получил удовольствия от чтения и продажи этих книг.“ Для книготорговца это означает, что люди понравилась книга, которую он им рекомендовал, и что они порекомендовали её другим. Национальная книжная премия дает вам, возможно, более надежную гарантию того, что получите удовольствие от чтения, чем другие литературные премии».
Оригинальный текст (англ.)«In effect, his ballot says, "Of all the books of the year these are the three I enjoyed most – in two ways! I enjoyed reading them; and I enjoyed selling them." And that to a bookseller means people who, on his recommendation, read and enjoyed – and sent in other people who also read and enjoyed. The National Book Awards give you perhaps a greater guarantee of reading pleasure than any other literary prizes».

### Восстановление книжной индустрией
В январе 1950 года три организации книжной индустрии объявили о том, что «опубликованные здесь работы американцев» будут отмечены тремя наградами в марте. Было создано три отдельных жюри с пятью судьями.
На ту зиму издательство Harper разместило несколько объявлений, рекламирующих награды.
«первый официальный обед Национальная книжной премии в гостинице Уолдорф-Астория в четверг» (15 марта) с таким выступающими, как сенатор Пол Дуглас, Элеонора Рузвельт, и Фредерик Льюис Аллен. Полуторачасовая программа обеда, включая речь г-жи Рузвельт, транслировалась местными радиостанциями в 9:30, а затем в 10:00.
Награды были под руководством Национального комитета книги (англ. National Book Committee) с 1950 по 1974 год, после чего комитет был распущен при отсутствии поддержки издательств.
В 1950 и 1967 годах, награды спонсировали три книгоиздательские организации: Ассоциация американских книготорговцев (англ. American Booksellers Association), Совет американских книгоиздателей (англ. American Book Publishers Council), и Институт полиграфистов (англ. Book Manufacturers Institute). 
В 1973 году газета The New York Times все ещё называла Национальный комитет книги некоммерческой организацией, финансируемой «издательствами и организациями, связанными с книготорговлей». В 1975 год был введен временный Комитет по политике наград.

### Новые категории и разделение премии
В 1964 году, категория нехудожественной литературы (Nonfiction) была разделена на три категории.
В 1967 году была введена Национальная книжная премия за переводную литературу (англ. National Book Award for Translated Literature); первая награда была разделена между двумя книгами, впервые за историю наград.
Детская литература (англ. Children’s literature) была введена как одна из семи категорий в 1969 году.
Две награды были впервые разделены между двумя произведениями в 1973 году.
Издатели оказались от поддержки наград и Национальный комитет книги был распущен в 1974 году. В 1975 году, временный руководитель наград «умолял» судей не разделять награды.
Три из 27 наград были разделены в 1983 году, после значительного сокращения средств в 1984 году, где предполагался выбор одного победителя по всем трем категориям.
Существующая на данный момент категория «поэзия» (англ. Poetry) была добавлена в 1991 году, после чего были также добавлены категории «детская литература» (англ. Young People’s Literature) в 1996 году, и переводная литература (англ. Translated Literature) в 2018 году.

### «Американская книжная премия»
«Национальная книжная премия» была отменена в 1980 году, и была заменена «Американской книжной премией», которая проходила по модели премии «Оскар». Представитель сообщил репортерам, что «Премия будет проходить почти таким же образом, как премия Американской киноакадемии». Предполагалось, что на экстравагантной церемонии, хорошо адаптированной для телевидения, «академия» из более чем 2 000 представителей книжной индустрии будет вручать победителям почти 30 наград. Однако реализация эпизода оказалась неудачной.
Большинство новых категорий просуществовали один-четыре года, с 1980 по 1983 год. В 1979 году было семь категорий, в 1980 году — 28, в 1983 — 19 (и награды за иллюстрации, см. ниже), в 1984 году — три.
В 1983 году по 27 категориям было 30 победителей премий, включая 14 категорий за литературные достижения для взрослых: пять за издания в твердом переплете, шесть за издания в бумажном переплёте, и три общих категорий.
Категории премий 1983 года (27):
- 8 за иллюстрации: Оформление иллюстраций (Pictorial Design), Типографическое оформление (Typographical Design), Собранные иллюстрации (Illustration Collected Art), Оригинальные иллюстрации (Illustration Original Art), Иллюстрации-фотографии (Illustration Photographs), Оформление обложки (Cover Design), Оформление суперобложки (Jacket Design)
- 5 за детскую литературу: детская литература в твердом и бумажном переплете (Children’s Fiction hardcover and paperback), нехудожественная литература (Nonfiction), иллюстрированные книги в твердом и бумажном переплете (Picture Books hardcover and paperback)
- 14 за литературу для взрослых: Общая нехудожественная литература (General Nonfiction hardcover), История в твердом и бумажном переплете (History hardcover and paperback), Биография в твердом и бумажном переплете (Biography hardcover and paperback), Наука в твердом и бумажном переплете (Science hardcover and paperback), Перевод (Translation) Художественная литература в твердом и бумажном переплете (Fiction hardcover and paperback, Poetry), Поэзия, Первый роман (First Novel), Оригинал в бумажном переплете (Original Paperback).

Позже в том же году, совет директоров Американской ассоциации издательств утвердил финансирование новой версии премии, поддержка которой «почти истекла ввиду отсутствия поддержки». В то время, президент Американской ассоциации издательств и Harper & Row, Брукс Томас, предполагал «менее десяти» категорий, включая те, которые предназначены только для «оригинальных изданий в бумажном переплете, а не переизданий». Согласно Эдвину МакДауэллу, «многие люди в книгоиздательской индустрии надеются, что премия займет то же место, что и Букеровская премия с призом в 15 000 долларов».
Для изданий 1983 года (январь-октябрь), награды не вручались. Комитет, состоявший из генерального директора Американской книжной премии, Барбара Прете и четырёх издательств, разработал новую программу, которая была введена осенью 1984 года, в рамках которой рассматривались произведения, опубликованные с ноября 1983 года. Было введено всего три категории (нехудожественная литература, художественная литература, первое художественное произведение), время проведения церемонии было перемещено с начала весны в конец осени, также было введено требование публикации произведения в течение календарного года премий (примерно, см. Право на получение премии). В 1986 году были только две категории — художественная и нехудожественная литература.
В 1987 году, премия вновь стала называться «национальной». Репортер The New York Times, Эдвин МакДауэлл, отметил периодические изменения в формате; в частности, в 1983 году было 96 финалистов 27 категориях (см. выше).
В дальнейшем, остались категории художественной и нехудожественной литературы с пятью финалистами. Категории находятся под руководством компании National Book Awards, Inc.; председатель совета директоров данной компания также был президентом Hearst Trade Book Group. По его словам: «Люди в книжной индустрии — не актёры, и на сегодняшний день сложилось понимание, что мы не должны пытаться награждать книги за лучшую аннотацию». До 2012 года, число финалистов составляло пять человек, тогда как количество категорий увеличилось в два раза: в 1991 году была введена категория поэзии, в 1996 году — молодёжная литература. С 2013 года, Фонд заявил о создании «длинного списка» десяти произведений по каждой из четырёх категорий в сентябре (40 произведений), «списка финалистов» в октябре (5 произведений), и списка победителей в ноябре (4 произведения). В 2018 году была введена пятая категория премии, «Национальная книжная премия за переводную литературу» (англ. National Book Award for Translated Literature). Категория предназначена для живущих переводчиков и авторов области художественной и нехудожественной литературы. Ранее награды выдавались за перевод в 1967—1983 году, однако в то время не существовало разграничений между живущими и мертвыми авторами; также существовала только одна категория — художественные произведения.

## Право на получение премии
В настоящее время, произведение должно быть опубликовано в период от «1 декабря до 30 ноября текущего года». Издательство должно выдвинуть номинацию весной и отправить копии судейскому жюри по почте. В это время, члены жюри читают произведения и составляют список финалистов в сентябре.
До войны, награды объявлялись зимой, обычно в феврале, и ссылались на произведения предыдущего года, например, на «Национальной книжной премии 1939» объявлялись награды на февраль 1940 года. Премии с 1950 по 1983 год, как их теперь называет Национальный книжный фонд, были награждены произведениям предыдущего календарного года. С 1984 года, премии награждаются осенью, обычно в ноябре, произведениям, опубликованным примерно в тот же календарный год (декабрь предыдущего года до ноября).

## Медаль за выдающийся вклад (прижизненная)
Медаль за выдающийся вклад в американскую литературу (англ. Medal for Distinguished Contribution to American Letters) — награда за прижизненные достижения, которая вручается Фондом на заключительной церемонии книжной премии. Медаль сопровождается денежным призом в 10 000 долларов. Медаль удостаивает признания авторов, которые «обогатили (американское) литературное наследие, посвятив ему свою жизнь, либо опубликовав ряд работ».
- 1988: Джейсон Эпстайн (Jason Epstein)
- 1989: Дэниэл Бурстин (Daniel Boorstin)
- 1990: Сол Беллоу (Saul Bellow)
- 1991: Юдора Уэлти (Eudora Welty)
- 1992: Джеймс Лафлин (James Laughlin)
- 1993: Клифтон Фадиман (Clifton Fadiman)
- 1994: Гвендолин Брукс (Gwendolyn Brooks)
- 1995: Дэвид Маккаллоу (David McCullough)
- 1996: Тони Моррисон (Toni Morrison)
- 1997: Стадс Теркел (Studs Terkel)
- 1998: Джон Апдайк (John Updike)
- 1999: Опра Уинфри (Oprah Winfrey)
- 2000: Рэй Брэдбери (Ray Bradbury)
- 2001: Артур Миллер (Arthur Miller)
- 2002: Филип Рот (Philip Roth)
- 2003: Стивен Кинг (Stephen King)
- 2004: Джуди Блум (Judy Blume)
- 2005: Норман Мейлер (Norman Mailer)
- 2006: Адриенна Рич (Adrienne Rich)
- 2007: Джоан Дидион (Joan Didion)
- 2008: Максин Хонг Кингстон (Maxine Hong Kingston)
- 2009: Гор Видал (Gore Vidal)
- 2010: Том Вульф (Tom Wolfe)
- 2011: Джон Эшбери (John Ashbery)
- 2012: Элмор Леонард (Elmore Leonard)[43]
- 2013: Э. Л. Доктороу (E. L. Doctorow)[44]
- 2014: Урсула Ле Гуин (Ursula Le Guin)[45][46]
- 2015: Дон ДеЛилло (Don DeLillo)[47]
- 2016: Роберт Каро (Robert Caro)[48]
- 2017: Энни Пру (E. Annie Proulx)[49]
- 2018: Исабель Альенде (Isabel Allende)[50]
- 2019: Эдмунд Уайт (Edmund White)[51]

До 2004 года, 5 из 17 медалистов были предыдущими лауреатами Национальной книжной премии (Беллоу, Уэлти, Маккаллоу, Апдайк, и Рот — художественная литература, кроме Маккаллоу). С 2005 по 2018 год, все медалисты, кроме Леонарда и Альенде, были предыдущими лауреатами Национальной книжной премии.
Литературная премия за выдающиеся заслуги американскому литературному сообществу — награда за прижизненные достижения, ежегодно вручаемая Фондом с 2005 года. Премия удостаивает признания автора «за выдающиеся заслуги американскому литературному сообществу, чья жизнь и работа служат примером цели Национального книжного фонда расширить читательскую аудиторию и повысить культурную ценность литературы в Америке».
- 2005: Лоуренс Ферлингетти (Lawrence Ferlinghetti)
- 2006: Роберт Сильверс и Барбара Эпстайн (Robert B. Silvers, Barbara Epstein)
- 2007: Терри Гросс (Terry Gross)
- 2008: Барни Россет (Barney Rosset)
- 2009: Дэйв Эггерс (Dave Eggers)
- 2010: Джоан Ганз Куни (Joan Ganz Cooney)
- 2011: Митчелл Каплан (Mitchell Kaplan)
- 2012: Артур Сульцбергер-младший (Arthur Sulzberger Jr.)[53]
- 2013: Майя Анжелу (Maya Angelou)[54]
- 2014: Кайл Зиммер (Kyle Zimmer)[55]
- 2015: Джеймс Паттерсон (James Patterson)[55]
- 2016: Cave Canem (Cave Canem)[56]
- 2017: Ричард Робинсон (Richard Robinson)[57]
- 2018: Дорон Вебер (Doron Weber)[58]
- 2019: Орен Тейчер (Oren J. Teicher)[59]

## Критика
Как пишет Лора Миллер в новостном сайте Salon (12 октября, 2011 год), литературная премия стала Медалью Ньюберри для взрослых: Мнение обычного читателя играет лишь малую роль. Согласно Миллер, «складывается впечатление, что уже достигшие успеха произведения автоматически оттесняются в сторону книг, которые, по мнению судей, заслуживают больше внимания. Получившие номинации книги, часто демонстрируют такие качества — поэтический литературный стиль, разрозненное повествование — которые не представляют большого значения для непрофессиональных читателей, или даже отталкивают их». По её словам, Национальная книжная премия утратила свою актуальность для обычных читателей, и представляет больший интерес для профессиональных писателей. Как пишет Крейг Ферман в The New York Times (28 октября, 2011 год), «для Национальной книжной премии это неудивительно. Эта премия — только для посвященных».
В ответ на критику, «идет серьёзный пересмотр премии, включая консультирование для оценки участников индустрии — книготорговцев, издателей, и даже критиков — чтобы определить, нужно ли реформировать саму процедуру награждения для привлечения большего внимания».